# Palazzo Monroe
Il Palazzo Monroe (in portoghese: Palácio Monroe) è stato un importante edificio della città di Rio de Janeiro, demolito nel 1976.

## Storia
Fu progettato per essere il padiglione del Brasile all'Esposizione Universale di Saint Louis del 1904.
Costruito con una struttura metallica smontabile, al termine dell'Esposizione l'edificio venne ricostruito a Rio de Janeiro, nell'attuale zona di Cinelândia, per ospitare la Terza Conferenza Pan-Americana. In quell'occasione l'edificio venne rinominato Palazzo Monroe in onore del presidente degli Stati Uniti d'America James Monroe.
Dal 1914 al 1920 fu sede della Camera dei deputati e dal 1926 al 1960 fu sede del Senato Federale, quando Rio de Janeiro era la capitale del Brasile.
Il presidente del Brasile Ernesto Geisel autorizzò la demolizione dell'edificio, che fu raso al suolo nel 1976.
Nel 1979, la stazione Cinelândia è stata aperta come una delle prime cinque stazioni dell'allora nuova metropolitana di Rio de Janeiro, sul sito del palazzo demolito.

## Galleria d'immagini

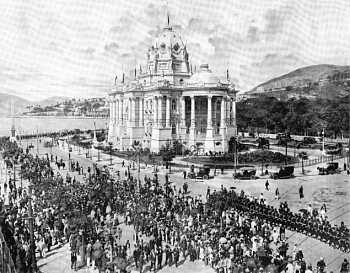
Palazzo Monroe nel 1910, durante il corteo funebre di Joaquim Nabuco.
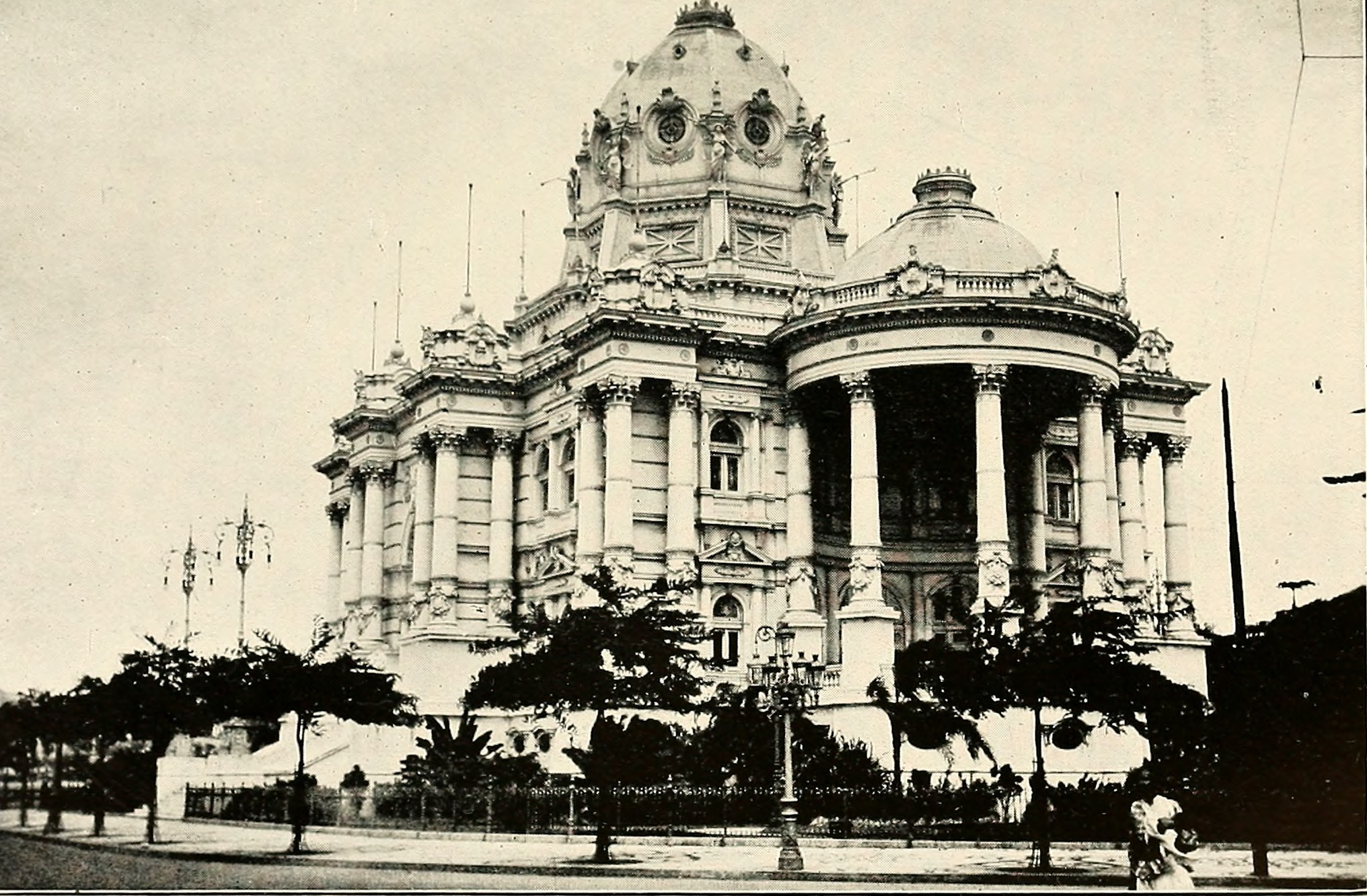
Palazzo Monroe nel 1912.
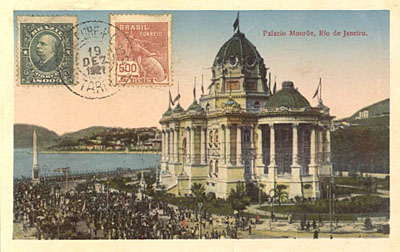
Palazzo Monroe su una cartolina.
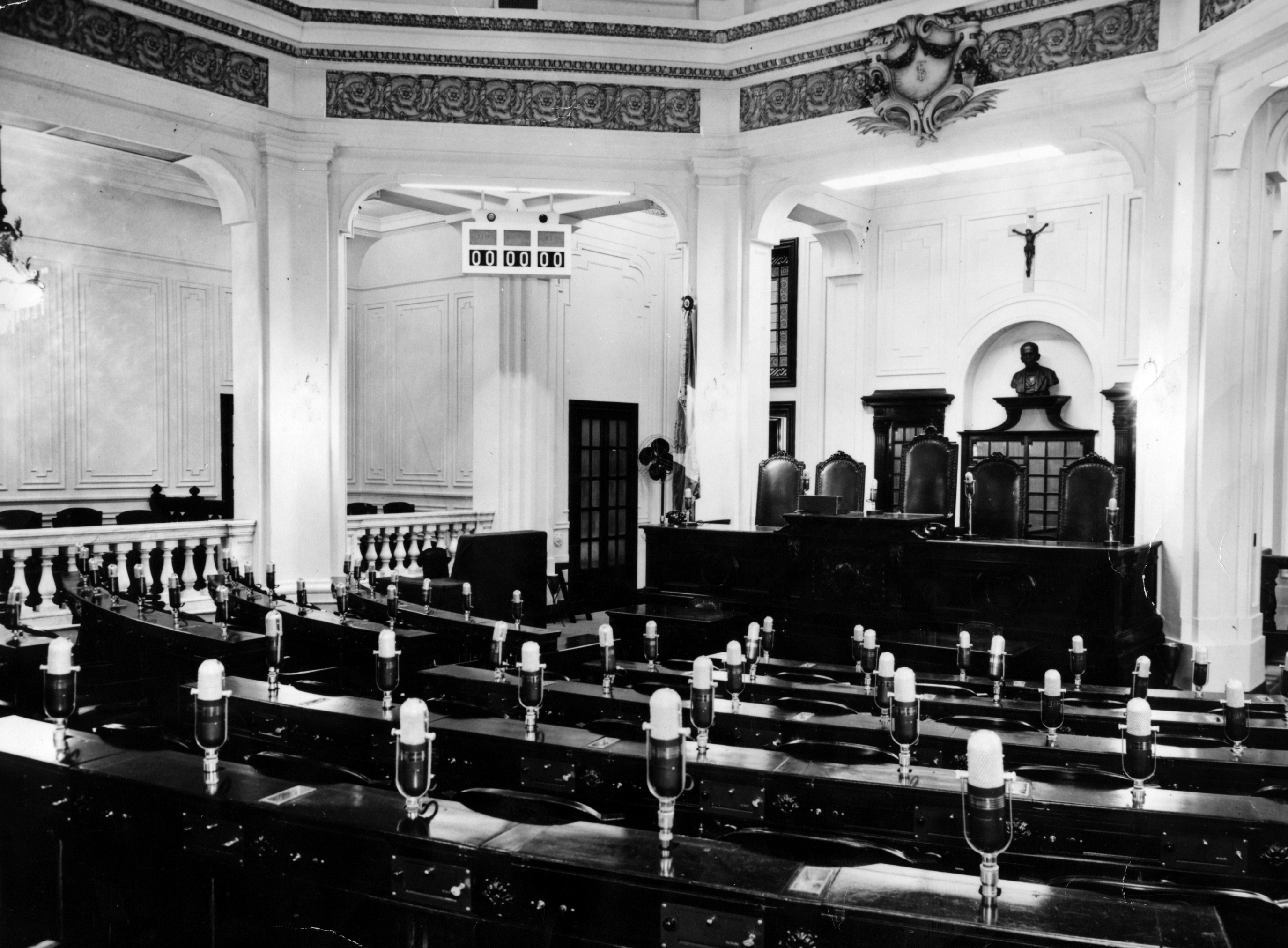
Interno del Palazzo Monroe, che mostra il piano del Senato.
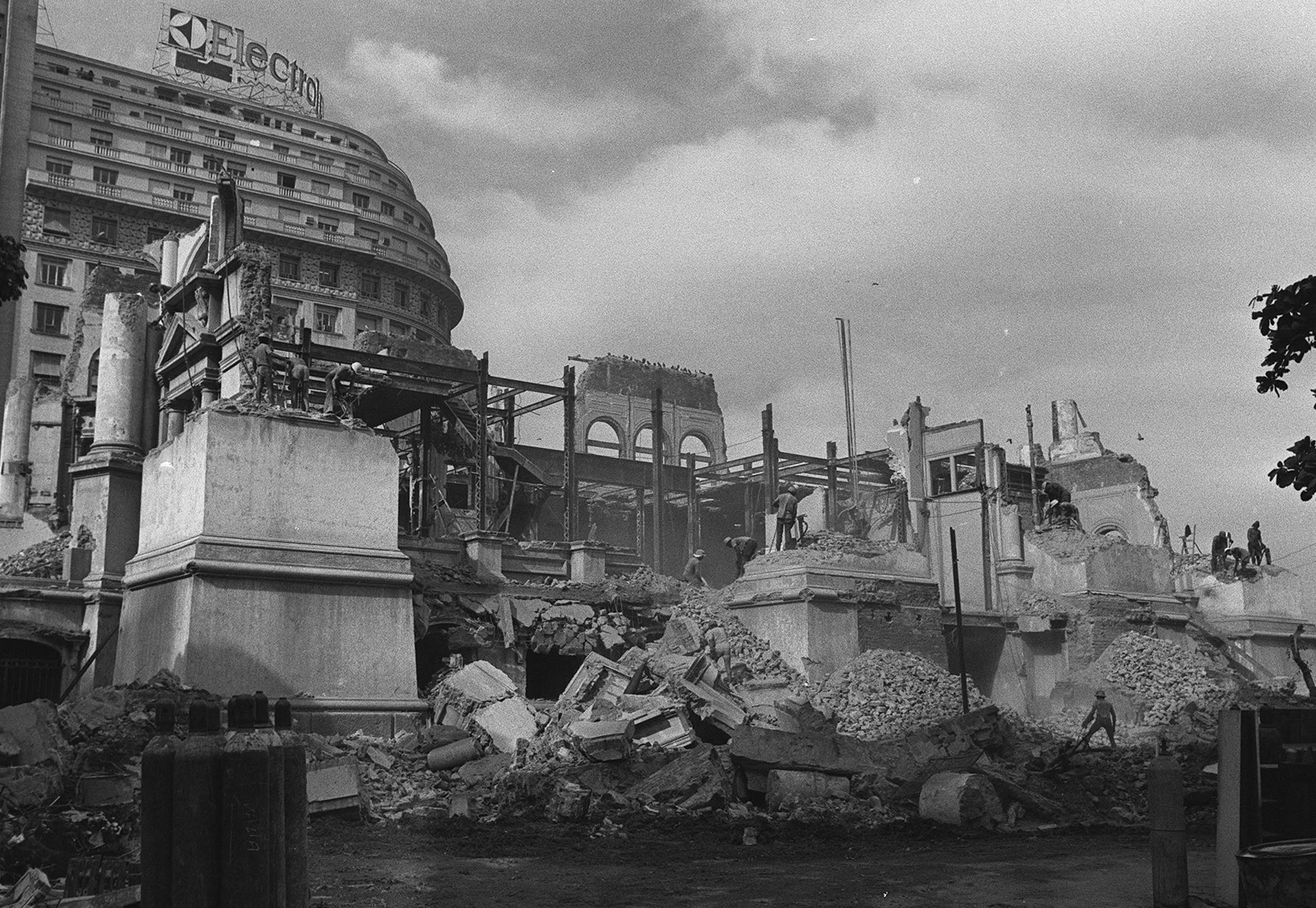
Demolizione del Palazzo Monroe nel 1976.
Pianta del 1 ° piano del Palazzo Monroe, 1924, Archivi Nazionali del Brasile.